# 98722 Еленаумберто
98722 Еленаумберто (98722 Elenaumberto) — астероїд головного поясу, відкритий 22 грудня 2000 року.
Тіссеранів параметр щодо Юпітера — 3,366.